# Hans Richter (Diplomat)
Hans Richter (* 29. Dezember 1930 in Weißig bei Freital; † 2. März 1978) war ein deutscher Diplomat. Er war Botschafter der DDR in Australien, Neuseeland und Fidschi.

## Leben
Richter, von Beruf Bergmann, absolvierte ein Studium an der Deutschen Akademie für Staats- und Rechtswissenschaft in Potsdam und legte 1955 das Staatsexamen ab. 
Ab 1955 war er Mitarbeiter des Ministeriums für Auswärtige Angelegenheiten der DDR (MfAA). Von 1956 bis 1965 wirkte er als Mitarbeiter und Sektorenleiter in der 5. europäischen Abteilung (Westeuropa). Von 1965 bis 1971 war er stellvertretender Leiter der Vertretung der Kammer für Außenhandel in Athen. Von 1971 bis 1973 leitete Richter die Abteilung parlamentarische und kommunale Auslandsbeziehungen im MfAA.
Von April 1973 bis 1977 war er Botschafter der DDR in Canberra und übernahm außerdem in Personalunion ab März 1974 den Botschafterposten in Fidschi und ab Mai 1974 in Neuseeland. 1977/1978 fungierte er erneut als Sektorenleiter in der Abteilung Westeuropa.
Richter war Mitglied der SED.

## Auszeichnungen
- Verdienter Aktivist